# Cementerio de Puerto Leith
El cementerio de Puerto Leith (en inglés: Leith Cemetery o Leith Harbour Cemetery) se encuentra junto a la dicha estación ballenera abandonada, sobre la costa de la bahía Stromness, en la isla San Pedro en las Georgias del Sur, administradas por el Reino Unido y reclamadas por Argentina. La mayoría de las personas que yacen aquí fueron balleneros noruegos.
En realidad se compone de dos cementerios diferentes: 
El "viejo" —también llamado "portugués" (Portuguese Graveyard)— se ubica en medio de la estación ballenera y rodeado de edificios (entre la central eléctrica y un edificio principal de alojamiento), y posee ocho tumbas, En el tiempo en que era usado, la estación estaba situada unos cuantos cientos de metros más al norte y este lugar estaba en el costado de una colina, sin nada alrededor. Una avalancha de tierra cubrió parte de la estación original, de allí su apelativo "Jericó".
El "nuevo" o "principal" fue creado en 1907 cuando el primero cubrió su totalidad. Se ubica al sur de la ciudad, cerca del pequeño dique. Unos 57 hombres fueron enterrados allí entre 1917 y 1961. Hay un memorial en el centro conmemorando a los otros ocho hombres enterrados en el cementerio anterior. Se sitúa en una colina y tiene una buena vista de la antigua factoría y de la bahía. Aunque la mayoría de las tumbas son de balleneros, hay también de cazadores de focas del siglo XIX. Además, hay una tumba de un joven de tan solo 19 años.
La antigua estación ballenera conforma un "área prohibida" designada en 2010 por el deteriorado estado de las construcciones.